# John Brown (1810–1882)
John Brown, född 22 september 1810 och död 11 maj 1882, var en skotsk läkare och författare.
John Brows skrev humoristiska och känsliga essäer över ämnen från konsten, poesin och livet omkring honom som han publicerade under titeln Horæ subsecivæ - "fristunder" (1858-82, ny upplaga 1882-84). Särskilt berömda är hans djurskildringar, till exempel Rab and his friends (1859).